# FIBA EuroCup 2007-2008
La FIBA EuroCup 2007-2008 è stata la quinta edizione dell'EuroChallenge, l'ultima col nome di FIBA Eurocup, organizzato dalla FIBA Europe. In tutto hanno partecipato 38 squadre provenienti da 23 paesi.
La coppa è stata vinta dal Barons Rīga.

## Squadre partecipanti
| Paese                | # squadre | Squadre              | Squadre                  | Squadre        | Squadre               | Squadre                |
| -------------------- | --------- | -------------------- | ------------------------ | -------------- | --------------------- | ---------------------- |
| Grecia               | 5         | PAOK Salonicco (6)   | Olympia Larissa (7)      | Maroussi (8)   | AEK Atene (9)         | Olympias Patrasso (10) |
| Russia               | 4         | Lokomotiv Kuban' (5) | Sptk. S. Pietroburgo (8) | VVS Samara (9) | Ural Great Perm' (11) |                        |
| Ucraina              | 4         | Čerkasy Mavpy (3)    | Chimik Južnyj (4)        | Dnipro (6)     | Odessa (9)            |                        |
| Cipro                | 3         | AEL Limassol (1)     | APOEL (2)                | Keravnos (4)   |                       |                        |
| Croazia              | 2         | KK Zagabria (3)      | Cedevita Junior (5)      |                |                       |                        |
| Francia              | 2         | Cholet (7)           | BCM Gravelines (8)       |                |                       |                        |
| Romania              | 2         | BCM Timișoara (4)    | U Cluj (5)               |                |                       |                        |
| Belgio               | 1         | Mons-Hainaut (6)     |                          |                |                       |                        |
| Bosnia ed Erzegovina | 1         | Igokea (3)           |                          |                |                       |                        |
| Bulgaria             | 1         | Spartak Pleven (6)   |                          |                |                       |                        |
| Rep. Ceca            | 1         | Prostějov (3)        |                          |                |                       |                        |
| Danimarca            | 1         | Bakken Bears (1)     |                          |                |                       |                        |
| Estonia              | 1         | Tartu Ülikooli (1)   |                          |                |                       |                        |
| Finlandia            | 1         | LrNMKY (6)           |                          |                |                       |                        |
| Georgia              | 1         | Rustavi (1)          |                          |                |                       |                        |
| Islanda              | 1         | KR Reykjavík (2)     |                          |                |                       |                        |
| Israele              | 1         | Ironi Nahariya (5)   |                          |                |                       |                        |
| Lettonia             | 1         | Barons Rīga (3)      |                          |                |                       |                        |
| Macedonia del Nord   | 1         | Strumica (1)         |                          |                |                       |                        |
| Paesi Bassi          | 1         | Amsterdam (6)        |                          |                |                       |                        |
| Slovenia             | 1         | Zlatorog Laško (4)   |                          |                |                       |                        |
| Svezia               | 1         | LF Basket (1)        |                          |                |                       |                        |
| Turchia              | 1         | Bandırma Banvit (7)  |                          |                |                       |                        |

## Turni preliminari

### Primo turno preliminare
Dal 30 ottobre al 6 novembre 2007
| Squadra 1            | Punt.   | Squadra 2         | 1ª gara | 2ª gara |
| -------------------- | ------- | ----------------- | ------- | ------- |
| Rustavi              | 140-188 | Amsterdam         | 77-87   | 63-101  |
| Dnipro               | 146-145 | BCM Timișoara     | 64-74   | 82-71   |
| Cedevita Junior      | 145-147 | Strumica          | 76-72   | 69-75   |
| Spartak Pleven       | 147-156 | Olympias Patrasso | 76-71   | 71-85   |
| Igokea               | 139-133 | Bakken Bears      | 68-62   | 71-71   |
| Sptk. S. Pietroburgo | 174-162 | Odessa            | 86-76   | 88-86   |

### Secondo turno preliminare
Dal 20 al 27 novembre 2007
| Squadra 1            | Punt.   | Squadra 2        | 1ª gara  | 2ª gara  |
| -------------------- | ------- | ---------------- | -------- | -------- |
| Igokea               | 171-179 | Chimik Južnyj    | 102 - 80 | 69 - 99  |
| Barons Rīga          | 161-160 | Ironi Nahariya   | 81 - 77  | 80 - 83  |
| Amsterdam            | 125-161 | Mons-Hainaut     | 63 - 73  | 62 - 88  |
| Dnipro               | 122-168 | AEL Limassol     | 53 - 64  | 69 - 104 |
| LF Basket            | 143-175 | VVS Samara       | 73 - 91  | 70 - 84  |
| KR Reykjavík         | 162-191 | Bandırma Banvit  | 79 - 96  | 83 - 95  |
| Zlatorog Laško       | 146-155 | Olympia Larissa  | 64 - 72  | 82 - 83  |
| LrNMKY               | 173-166 | Keravnos         | 87 - 71  | 86 - 95  |
| Tartu Ülikooli       | 170-141 | Prostějov        | 94 - 69  | 76 - 72  |
| PAOK Salonicco       | 150-139 | U Cluj           | 79 - 74  | 71 - 65  |
| AEK Atene            | 146-160 | Cholet           | 91 - 82  | 55 - 78  |
| KK Zagabria          | 185-150 | BCM Gravelines   | 85 - 62  | 100 - 88 |
| APOEL                | 173-178 | Čerkasy Mavpy    | 90 - 74  | 83 - 104 |
| Olympias Patrasso    | 126-157 | Ural Great Perm' | 66 - 80  | 60 - 77  |
| Sptk. S. Pietroburgo | 146-140 | Maroussi         | 62 - 65  | 84 - 75  |
| Strumica             | 126-154 | Lokomotiv Kuban' | 57 - 67  | 69 - 87  |

## Stagione regolare
Dall'11 dicembre 2007 al 29 gennaio 2008

### Gruppo A
|    | Squadra        | P | V | S | PF  | PS  | Diff |
| -- | -------------- | - | - | - | --- | --- | ---- |
| 1. | Tartu Ülikooli | 6 | 5 | 1 | 481 | 438 | +43  |
| 2. | VVS Samara     | 6 | 5 | 1 | 459 | 426 | +33  |
| 3. | LrNMKY         | 6 | 1 | 5 | 483 | 506 | -23  |
| 4. | PAOK Salonicco | 6 | 1 | 5 | 418 | 471 | -53  |

### Gruppo B
|    | Squadra          | P | V | S | PF  | PS  | Diff |
| -- | ---------------- | - | - | - | --- | --- | ---- |
| 1. | Mons-Hainaut     | 6 | 4 | 2 | 449 | 422 | +27  |
| 2. | Ural Great Perm' | 6 | 4 | 2 | 461 | 429 | +32  |
| 3. | Čerkasy Mavpy    | 6 | 3 | 3 | 465 | 507 | -42  |
| 4. | Bandırma Banvit  | 6 | 1 | 5 | 473 | 490 | -17  |

### Gruppo C
|    | Squadra              | P | V | S | PF  | PS  | Diff |
| -- | -------------------- | - | - | - | --- | --- | ---- |
| 1. | AEL Limassol         | 6 | 4 | 2 | 494 | 455 | +39  |
| 2. | KK Zagabria          | 6 | 4 | 2 | 460 | 461 | -1   |
| 3. | Olympia Larissa      | 6 | 3 | 3 | 400 | 416 | -16  |
| 4. | Sptk. S. Pietroburgo | 6 | 1 | 5 | 436 | 458 | -22  |

### Gruppo D
|    | Squadra          | P | V | S | PF  | PS  | Diff |
| -- | ---------------- | - | - | - | --- | --- | ---- |
| 1. | Barons Rīga      | 6 | 4 | 2 | 463 | 439 | +24  |
| 2. | Chimik Južnyj    | 6 | 4 | 2 | 449 | 436 | +13  |
| 3. | Lokomotiv Kuban' | 6 | 2 | 4 | 432 | 438 | -6   |
| 4. | Cholet           | 6 | 2 | 4 | 430 | 461 | -31  |

## Quarti di finale
Dal 19 febbraio al 4 marzo 2008
| Squadra 1      | Serie | Squadra 2        | Gara 1  | Gara 2  | Gara 3 * |
| -------------- | ----- | ---------------- | ------- | ------- | -------- |
| Tartu Ülikooli | 2 - 1 | Ural Great Perm' | 78 - 75 | 61 - 68 | 89 - 77  |
| Mons-Hainaut   | 2 - 0 | VVS Samara       | 92 - 66 | 87 - 86 |          |
| AEL Limassol   | 2 - 0 | Chimik Južnyj    | 70 - 65 | 87 - 76 |          |
| Barons Rīga    | 2 - 1 | KK Zagabria      | 67 - 58 | 74 - 80 | 96 - 91  |

## Final Four
Dal 18 al 20 aprile 2008, alla Spyros Kyprianou Arena di Limassol
|  | Semifinali     | Semifinali     | Semifinali   |              |             | Finale          | Finale          | Finale          |  |
|  |                |                |              |              |             |                 |                 |                 |  |
|  | Tartu Ülikooli | Tartu Ülikooli | 82           |              |             |                 |                 |                 |  |
|  | Tartu Ülikooli | Tartu Ülikooli | 82           |              |             |                 |                 |                 |  |
|  | Barons Rīga    | Barons Rīga    | 88           |              |             |                 |                 |                 |  |
|  | Barons Rīga    | Barons Rīga    | 88           |              | Barons Rīga | Barons Rīga     | 63              |                 |  |
|  |                |                |              |              | Barons Rīga | Barons Rīga     | 63              |                 |  |
|  |                |                | Mons-Hainaut | Mons-Hainaut | 62          |                 |                 |                 |  |
|  | Mons-Hainaut   | Mons-Hainaut   | Mons-Hainaut | Mons-Hainaut | 62          | 70              |                 |                 |  |
|  | Mons-Hainaut   | Mons-Hainaut   |              |              |             | 70              |                 |                 |  |
|  | AEL Limassol   | AEL Limassol   | 55           |              |             | Finale 3º posto | Finale 3º posto | Finale 3º posto |  |
|  | AEL Limassol   | AEL Limassol   | 55           |              |             |                 |                 |                 |  |
|  |                |                |              |              |             |                 |                 |                 |  |
|  |                |                |              |              |             | Tartu Ülikooli  | Tartu Ülikooli  | 70              |  |
|  |                |                |              |              |             | Tartu Ülikooli  | Tartu Ülikooli  | 70              |  |
|  |                |                |              |              |             | AEL Limassol    | AEL Limassol    | 79              |  |

| FIBA EuroCup 2007-2008 |
| ---------------------- |
| Barons Rīga 1º titolo  |

## Squadra vincitrice
| N° | Naz.                   | Ruolo | Sportivo                 |  | Alt. |  |
| -- | ---------------------- | ----- | ------------------------ |  | ---- |  |
| 4  | Lettonia (bandiera)    | G     | Mārtiņš Kravčenko        |  | 192  |  |
| 5  | Stati Uniti (bandiera) | AC    | Demetrius Alexander      |  | 204  |  |
| 6  | Lettonia (bandiera)    | P     | Rudolfs Rozitis          |  | 188  |  |
| 7  | Lettonia (bandiera)    | G     | Raimonds Vaikulis        |  | 191  |  |
| 8  | Lettonia (bandiera)    | P     | Rinalds Sirsniņš         |  | 185  |  |
| 9  | Lituania (bandiera)    | P     | Giedrius Gustas          |  | 190  |  |
| 10 | Lituania (bandiera)    | AP    | Dainius Adomaitis        |  | 194  |  |
| 11 | Lettonia (bandiera)    | G     | Armands Šķēle            |  | 193  |  |
| 12 | Brasile (bandiera)     | AG    | João Paulo Lopes Batista |  | 206  |  |
| 13 | Lettonia (bandiera)    | AP    | Artūrs Brūniņš           |  | 200  |  |
| 14 | Lettonia (bandiera)    | C     | Kaspars Bērziņš          |  | 213  |  |
| 15 | Polonia (bandiera)     | AG    | Michał Hlebowicki        |  | 203  |  |
|    | Lettonia (bandiera)    | All.  | Kārlis Muižnieks         |  |      |  |